# Megno
Megno è una frazione del comune di Corteno Golgi, in alta Val Camonica, in provincia di Brescia.

## Monumenti e luoghi d'interesse

### Architetture religiose
Le chiese di Megno sono:
- Parrocchiale di San Bernardino, del XVII secolo.

## Società

### Tradizioni e folclore
Gli scütüm sono nei dialetti camuni dei soprannomi o nomiglioli, a volte personali, altre indicanti tratti caratteristici di una comunità. Quello che contraddistingue gli abitanti di Megno è Cazzàli.